# هینداگودا
هینداگودا (به لاتین: Hindagoda) یک منطقهٔ مسکونی در سری‌لانکا است که در استان مرکزی (سری‌لانکا) واقع شده‌است.